# Phrurolithinae
Phrurolithinae es una subfamilia de arañas araneomorfas de la familia Corinnidae (o de la familia Phrurolithidae(?).

## Géneros
- Ablator Petrunkevitch, 1942 † (fósil, oligoceno)
- Drassinella Banks, 1904
- Hortipes Bosselaers & Ledoux, 1998
- Liophrurillus Wunderlich, 1992
- Orthobula Simon, 1897
- Phonotimpus Gertsch & Davis, 1940
- Phrurolinillus Wunderlich, 1995
- Phrurolithus C. L. Koch, 1839 (69 recent species)

- Phrurolithus extinctus Petrunkevitch, 1958 †
- Phrurolithus fossilis Petrunkevitch, 1958 †
- Phrurolithus ipseni Petrunkevitch, 1958 †

- Phruronellus Chamberlin, 1921
- Phrurotimpus Chamberlin & Ivie, 1935
- Piabuna Chamberlin & Ivie, 1933
- Scotinella Banks, 1911

- Datos: Q6074497
- Multimedia: Corinnidae / Q6074497
- Especies: Phrurolithinae